# Varco Sabino
Varco Sabino é uma comuna italiana da região do Lácio, província de Rieti, com cerca de 263 habitantes. Estende-se por uma área de 24 km², tendo uma densidade populacional de 11 hab/km². Faz fronteira com Ascrea, Castel di Tora, Concerviano, Marcetelli, Paganico Sabino, Pescorocchiano, Petrella Salto, Rocca Sinibalda. Varco Sabino ergue-se a uma altitude de 742 m nas montanhas que dividem o vale de Salto do Turano.
A jusante da aldeia é o lago de Salto, de qual parte das águas se encontra no território municipal.

## Demografia
| Variação demográfica do município entre 1861 e 2011                               |
|                                                                                   |
| Fonte: Istituto Nazionale di Statistica (ISTAT) - Elaboração gráfica da Wikipedia |